# مكتبة الأمانة العامة لمجلس التعاون لدول الخليج العربية الرقمية
مَكتَبة الأَمانة العَامّة لمجلِس التّعاوُنِ لدُول الخلِيج العربيّة الرّقمِيّة هِي مَكتَبة رَقمِيّة تُتِيح مَطبُوعات الأَمانة العَامّة لِلباحِثِين والمُهتمِّين، لتَيسير إِطلاعهم على تِلك المَطبُوعات ونسخها مِن خِلاَلِ الوُصُول إلى مُحتواها المعرفيّ بشكل رَقمِيّ ، باللِغتّين العربيّة والإِنجليزِيّة . وقد تَقرّر إِنشاء المَكتَبة الرّقمِيّة في عام 2003 م  ، بهدف تَوفير وإِتاحة وتَنظِيم مَصادِر المعلُومات الألكترونيّة، وتَسهيل سُبُل الإِفادة منها من قبل الِباحِثِين والمُهتمِّين من خِلاَلِ واجِهة بحث مُوحّدة عبر بوَّابة الألكترونيّة للأَمانةُ العَامّة لمجلِس التّعاوُنِ لدُول الخلِيج العربيّة .

## معلُومات أَساسِيَّة
ومن خِلاَلِ رُؤية قادة دُول مجلِس التّعاوُنِ لدُول الخلِيج العربيّة بأهمّيّة تعزيز ومُواكبة لأساليب النشر الحدِيثة التي تعتمِد على تقنيّات الحاسب الآليّ والإمكانيّات التي تُوفِّرها الشّبكة العالمِيّة للمعلُومات، وتَيسير سُبُل الإِفادة من مَصادِر المعلُومات الألكترونيّة للِباحِثِين والمُهتمِّين ؛ وعَبرَ الأَمانة العَامّة لمجلِس التّعاوُنِ لدُول الخلِيج العربيّة قام قِطاع المعلُومات في العام 2004 م بإِنشاء مَكتَبة رَقمِيّة تُتِيحُ تَصفّح مَطبُوعات الأَمانة العَامّة من خِلاَلِ مُحتوى موقِع الأَمانة العَامّة على الشّبكة العالمِيّة الإنترنت WWW.GCCSG.ORG بيُسر وسُهُولة، سَاعِيةٍ بِذلِك إلى أن تكوُّن مَكتبتها الأكثر تخصُّصاً في شُئون مجلِس التّعاوُنِ على مُستوى المنطقة .
وتتضمّنُ المَكتَبة في إطارها الرّقمِيّ، الجرِيدة الرّسميّة لمجلِس التّعاوُنِ لدُول الخلِيج العربيّة ( جرِيدة تُعنَى بقرارات العمل المُشترك ) ، ومجلّة التّعاوُنِ ( مجلّة فصليّة مُحكّمة ) ، ومجلّة المَسِيرة ( مجلّة شهريّة تُعنَى بمَسيرة التّعاوُنِ المُشترَك ) ، ونَشرة السُّوق الخلِيجِيّة المُشترَكة : حقائِق وأَرقام ( نَشرة تُعنَى بالتّبادُل التِّجاريّ بين دُول مجلِس التّعاوُنِ والدُول والمجمُوعات الاقتصادِية الأُخرى ) ، وإِحصائيّات العمل المُشترك والدُول الأعضاء، بِالإضافة إلى عدد من عناوينُ الكُتُب والدرَّاسات والنَشَرَات وغير ذلك من إِصدارات الأَمانة العَامّة التي يُمكن الاطّلاع عليها وتحميلها من الموقِع .

## انظُر أيضاً
- مجلِس التّعاوُنِ لدُول الخلِيج العربيّة .

## وُصلة خارِجِيّة
- الصّفحة الرّسميّة لمَكتَبة الأَمانةُ العَامّة لمجلِس التّعاوُنِ لدُول الخلِيج العربيّة الرّقمِيّة ( باللّغةُ العربيّة والإِنجليزِيّة ) .

## مَصدَر
1. ↑  "تَعرِيف بِالمكتبة الرّقمِيّةِ " . مركِز المعلُومات © الأَمانة العَامّة لمجلِس التّعاوُنِ لدُول الخلِيج العربيّة . اُطُّلِع عَليهِ بِتارِيخِ 1 أُغُسطُس 2017 . نسخة محفوظة 02 أغسطس 2017 على موقع واي باك مشين.